# Richard W. Ziolkowski
Richard W. Ziolkowski (Warsaw, 22 de noviembre de 1952) es un ingeniero eléctrico y académico estadounidense. Fue presidente de la IEEE Antennas and Propagation Society (2005) y exvicepresidente de esta misma sociedad (2004).

## Primeros años
Obtuvo una licenciatura en física, magna cum laude con honores en la Universidad Brown, en 1974, luego asistió a la Universidad de Illinois en Urbana-Champaign, donde obtuvo una maestría y doctorado en física, en 1975 y 1980, respectivamente. Mientras obtenía sus títulos de posgrado, también fue asistente de docencia de posgrado (1974-1977) y luego asistente de investigación de posgrado (1975-1976). Durante sus estudios de doctorado, fue supervisado por Georges A. Deschamps.

## Carrera
Tiene un doble nombramiento en la Universidad de Arizona. Es profesor titular de ingeniería eléctrica e informática desde 1996 y profesor de ciencias ópticas desde 2006. Durante su estancia en esta universidad fue galardonado con la Cátedra Kenneth Von Behren (2003-2005) y actualmente es Profesor Distinguido John M. Leonis de Litton Industries.
Antes de su labor docente, trabajó en el Laboratorio Nacional Lawrence Livermore de 1981 a 1990.
En 2012, recibió un Doctorado Honoris Causa de la Universidad Técnica de Dinamarca (DTU), en reconocimiento a sus destacadas y trascendentales contribuciones a las antenas inspiradas en metamateriales. A la ceremonia asistieron la reina Margarita II de Dinamarca y el embajador de Estados Unidos en Dinamarca, Laurie S. Fulton.
De 2014 a 2015, fue titular de la Cátedra Fulbright Distinguida en Ciencia y Tecnología Avanzadas para la Organización Australiana de Ciencia y Tecnología de Defensa, donde realizó investigaciones sobre estructuras diseñadas con metamateriales y cómo estas estructuras pueden usarse para controlar la dispersión y absorción de ondas electromagnéticas y acústicas. Desde 2016, se desempeña como profesor distinguido en la Universidad de Tecnología de Sídney (UTS), en Australia, donde continúa su investigación sobre metamateriales.
Es coautor y coeditor de Metamaterials: Physics and Engineering Explorations junto a Nader Engheta. También ha colaborado en otros libros.

### Áreas de investigación
Su investigación se ha centrado en antenas diseñadas con metamateriales. Esto incluye configuraciones y combinaciones de metamateriales simples negativos, metamateriales doblemente negativos y materiales naturales. El estudio de estos materiales se refiere a cómo pueden afectar a los dispersores, radiadores, campos, resonadores, ganancia y una mayor miniaturización. Es autor y coautor de más de 30 artículos (2005-2010) relacionados con esta área.
Sus investigaciones también abarcan la investigación fundamental en metamateriales, estudiando cómo las propiedades de estos materiales y su uso pueden afectar a diversos dispositivos electromagnéticos.

## Premios y reconocimientos
Recibió reconocimiento al mejor artículo en varios lugares. En agosto de 2007 recibió el Premio al Mejor Artículo en el Simposio Internacional sobre Antenas y Propagación en Niigata, Japón. En abril de 2006 recibió el Premio de Publicación Universitaria CST. También en 2006 recibió el reconocimiento del Instituto de Ingenieros en Electrónica, Información y Comunicaciones por el Premio al Mejor Artículo de Revisión.
Es miembro actual de la IEEE Antennas and Propagation Society, la IEEE Microwave Theory and Techniques Society y la Sociedad Estadounidense de Física.
También es miembro del segmento estadounidense de la Unión Internacional de Radiociencias (URSI), específicamente en la comisión B de la URSI, que se centra en campos, ondas, teoría electromagnética y sus aplicaciones, y la comisión D de la URSI, que se centra en electrónica y fotónica.
También es miembro actual de la Sociedad Óptica Estadounidense y de la Sociedad Acústica de América.